# Witowo Nowe (gromada)
Witowo Nowe (w latach 1970. Nowe Witowo lub Witowo) – dawna gromada, czyli najmniejsza jednostka podziału terytorialnego Polskiej Rzeczypospolitej Ludowej w latach 1954–1972.
Gromady, z gromadzkimi radami narodowymi (GRN) jako organami władzy najniższego stopnia na wsi, funkcjonowały od reformy reorganizującej administrację wiejską przeprowadzonej jesienią 1954 do momentu ich zniesienia z dniem 1 stycznia 1973, tym samym wypierając organizację gminną w latach 1954–1972.
Gromadę Witowo Nowe z siedzibą GRN w Witowie Nowym (w obecnym brzmieniu Nowe Witowo) utworzono – jako jedną z 8759 gromad na obszarze Polski – w powiecie aleksandrowskim w woj. bydgoskim, na mocy uchwały nr 24/1 WRN w Bydgoszczy z dnia 5 października 1954. W skład jednostki weszły obszary dotychczasowych gromad Faliszewo, Pścinno, Pścininek, Wandynowo (dawn. Rzepiska), Stróżewo, Witowo i Witowo Poduchowne oraz miejscowość Drwalewo wieś z dotychczasowej gromady Czarnocice ze zniesionej gminy Bytoń w tymże powiecie. Dla gromady ustalono 19 członków gromadzkiej rady narodowej.
1 stycznia 1956 gromada weszła w skład nowo utworzonego powiatu radziejowskiego w tymże województwie.
31 grudnia 1961 do gromady Witowo włączono wsie Borucin, Powałkowice, Sadłużek, Świętno, Torzewo i Samszyce ze zniesionej gromady Powałkowice w tymże powiecie.
W latach 1970. jednostka figuruje pod nazwą gromada Nowe Witowo i gromada Witowo.
Gromadę Witowo zniesiono 1 stycznia 1972, a jej obszar włączono do gromad Osięciny (sołectwa Samszyce i Powałkowice oraz kolonia Borucin), Topólka (sołectwa Sadłużek i Torzewo) i Nowy Dwór (sołectwa Pścininek, Pścinno, Witowo Nowe, Witowo kolonia, Wandynowo i Stróżewo) w tymże powiecie.